# Université technique de Kaiserslautern
L'université technique de Kaiserslautern (en allemand Technische Universität Kaiserslautern, abrégé en TU Kaiserslautern ou TUK) a été fondée en 1970. Elle est, en 2019, la seule université technique en Rhénanie-Palatinat spécialisée dans les techniques des sciences de la nature.

## Présentation
L'université compte environ 14 900 étudiant;  elle comporte douze facultés  qui dispensent plus de 100 filières dans les domaines des sciences naturelles et de l’ingénieur, les disciplines techniques et également les sciences économiques et sociales. La plupart des filières ont une approche interdisciplinaire et font donc intervenir plusieurs départements.
L'environnement scientifique de l'université bénéficie de la présence d'un ensemble d'instituts de recherche, dont notamment deux instituts de la Fraunhofer-Gesellschaft, à savoir le Fraunhofer-Institut für Experimentelles Software Engineering (de), et le Fraunhofer-Institut für Techno- und Wirtschaftsmathematik (de) ; en outre  le Institut Max-Planck de systèmes logiciels (de), le Centre de recherche allemand pour l'intelligence artificielle (IVW), l'Institut de technologie et travail (ITA), l'institut de biotechnologie et de recherche pharmaceutique (IBWF) ainsi que l’Institut de recherche sur les surfaces et l'analyse des couches ; tous ces centres de recherche appliqués coopèrent étroitement avec l'université.
Le Laboratory for Advanced Spin Engineering (LASE) et un nouveau bâtiment en construction (2019) et le Laboratory for Ultra-Precision and Micro Engineering (LPME), en projet.
L'université de Kaiserslautern fait partie d'un cluster d'excellence (de) appelé software-cluster, qui regroupe des institutions et entreprises du Sud-Ouest de l'Allemagne, notamment à Darmstadt, Karlsruhe, Kaiserslautern, Sarrebruck et Walldorf (siège de SAP).
L'université est membre d'un réseau appelé « Université de la Grande Région » (UniGR) qui regroupe six universités (universités de Kaiserslautern, de Liège, de Lorraine, du Luxembourg, de Sarre et de Trèves) implantées sur l'espace frontalier de la Grande Région. L’UniGR s’est fixé pour objectif de participer à la mise en place d’un espace commun d’enseignement supérieur et de recherche dans l’espace politique « Grande Région ».

## Historique
L'université a été fondée en 1969 dans le cadre de l'université de Trèves-Kaiserslautern afin de donner de nouvelles impulsions à la ville périphérique. En 1970, l'enseignement a commencé avec 191 étudiants. Le premier président était le physicien Helmut Ehrhardt (de), en fonction jusqu'en 1981. L'université était installée initialement dans les locaux de l'ancienne université pédagogique ; à partir 1971, un nouveau campus universitaire est construit en bordure de la forêt palatine, qui continue à se développer jusqu'à nos jours. Depuis 1975, l'université de Kaiserslautern est indépendante de l'université de Trèves ; elle est la seule université de Rhénanie-Palatinat avec une orientation ingénierie-scientifique-technique. L'université a été rebaptisée « Université technique de Kaiserslautern » en 2003.

## Classement international
Dans le  « World University Ranking 2017 » du Times Higher Education, la TU Kaiserslautern est classée dans le groupe des universités aux places 351–400. Dans les « Young University Ranking 2019 » elle figure à la 90e place. En revanche, dans le « Academic Ranking of World Universities 2019 » du classement de  Shanghai, elle ne figure pas dans les 1000 meilleures universités.

## Enseignement

### Facultés
Les douze facultés sont :
- Architecture
- Biologie
- Chimie
- Mathématiques
- Physiques
- Informatique
- Génie civil

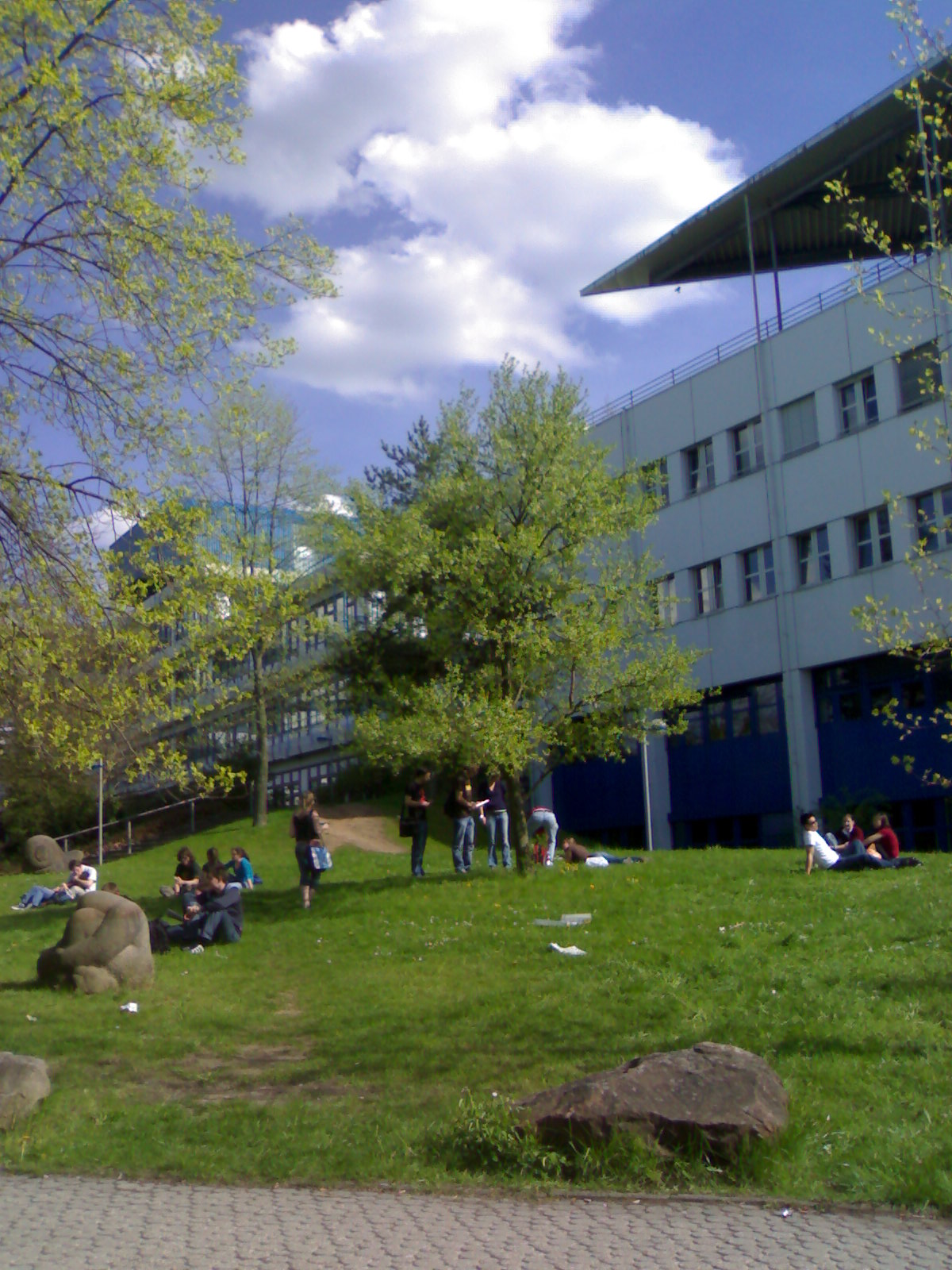
Bâtiment 42

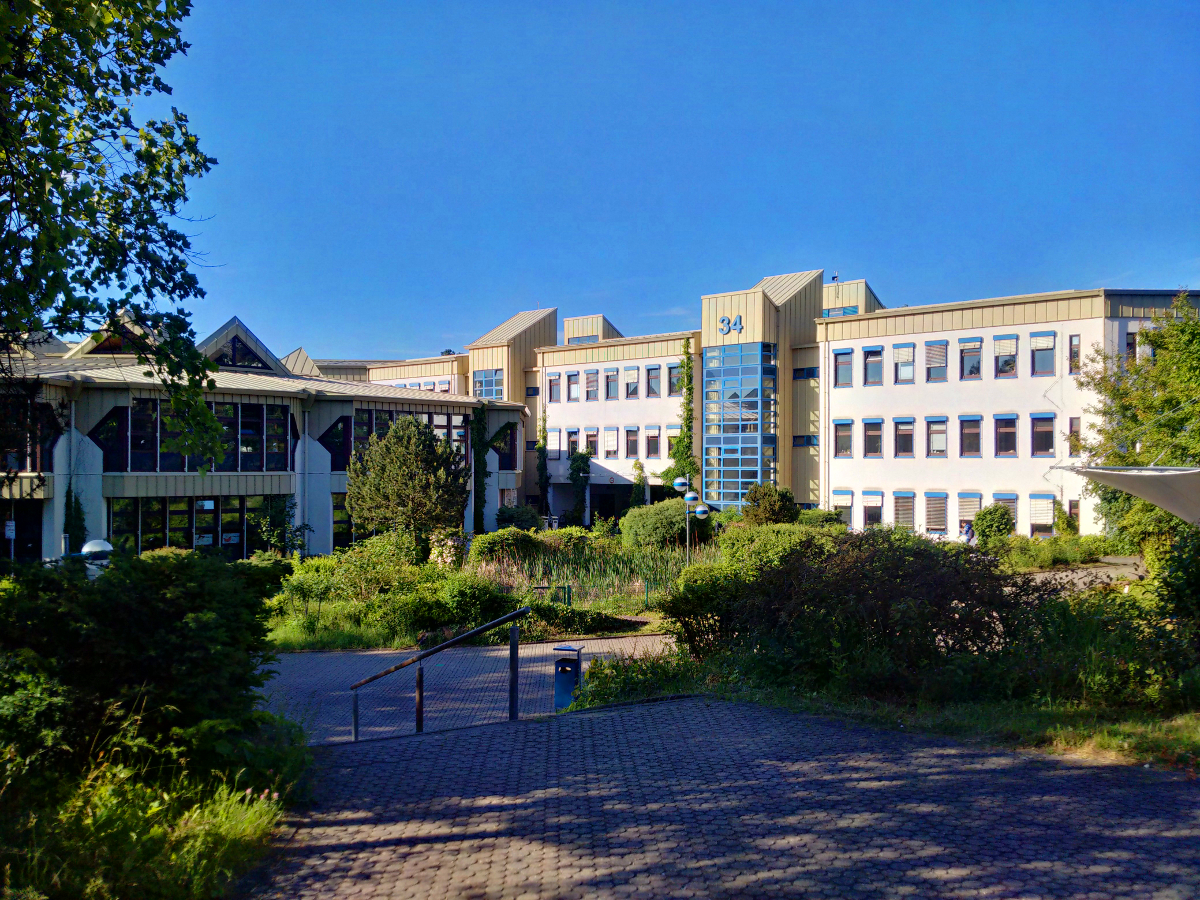
Bâtiment 34

- Électrotechnique et techniques de l'information
- Mécanique et génie des procédés
- Aménagement du territoire et de l'environnement
- Sciences sociales
- Sciences économiques

Elle proposent environ 110 cursus, dont un nombre important en enseignement à distance.

### Distance and Independent Studies Center (DISC)
En 1992 est créé un centre de formation à distance au sein de l'université. L'institution s'est développée et est devenu l'un des principaux prestataires de cours de formation post-universitaire à distance en Allemagne. En 2010, ce centre prend le nom de « Distance and International Studies Center »
Au semestre d'été 2018, ce centre d'enseignement à distance a enregistré environ 4300 étudiants. Au total, 14 869 étudiants sont inscrits à la TU pour le semestre d'hiver 2018/19).

### Enseignement transfrontalier
En tant qu'université participante au réseau appelé « Université de la Grande Région » (UniGR) qui regroupe les six universités (Universités de Kaiserslautern, de Liège, de Lorraine, du Luxembourg, de Sarre et de Trèves) implantées sur l'espace frontalier de la Grande Région, l'université de Kaiserslautern accepte des attestations de cours suivis dans les universités de Metz, Nancy, Luxembourg, Liège, université de la Sarre et université de Trèves. De plus ,il existe une vingtaine de cursus commun à deux ou trois des universités partenaires.

## Recherche
L'université abrite les projets de recherche suivants subventionnés également par l'État de Rhénanie-Palatinat :
- Advanced Materials Engineering (AME) [12]
- Complex Data Analysis in Life and Biotechnology (BioComp) [13]
- State Research Center for Optics and Material Sciences (OPTIMAS) [14]
- Artificial Intelligence Enhanced Cognition and Learning [15]
- Mathematics applied to real-world challenges (MathApp) [16]
- Nanostructured Catalysts (NanoKat) [17]
- Symbolic Tools in Mathematics and their Application (SymbTools) [18]
- Center for Commercial Vehicle Technology (ZNT) [19]

Dans le cadre du programme de recherche européen, divers projets ERC sont localisés en totalité ou en partie à l'université. Ce sont des starting, advanced ou consolidated grants :
- MagnonCircuits: Nano-Scale Magnonic Circuits for Novel Computing Systems
- ENRICO: Enrichment of Components at Interfaces and Mass Transfer in Fluid Separation Technologies
- SuperMagnonics: Supercurrents of Magnon condensates for Advanced Magnonics
- ENGAGES: Next generation algorithms for grabbing and exploiting symmetry
- AV-SMP: Algorithmic Verification of String Manipulating Programs[21]

## Personnalités liées à l'université

### Étudiants
- Reem Alabali-Radovan
- Albert Friedrich Speer